# (37333) 2001 QU178
2001 QU178 (asteroide 37333) é um asteroide da cintura principal. Possui uma excentricidade de 0.19926620 e uma inclinação de 3.10227º.
Este asteroide foi descoberto no dia 27 de agosto de 2001 por NEAT em Palomar.